# Ruanda-Urundi
Il Ruanda-Urundi è stato un territorio coloniale del Belgio sotto mandato della Società delle Nazioni tra il 1922 ed il 1946 e poi territorio sotto tutela dell'ONU dal 1946 al 1962, anno in cui si divise in due stati indipendenti: il Ruanda ed il Burundi.

## L'inizio della colonizzazione
I regni del Ruanda e del Burundi furono annessi come protettorato dalla Germania insieme ad altri territori dell'Africa dei Grandi Laghi, alla fine del secolo XIX all'Africa Orientale tedesca.

## Il regime di mandato
Durante la prima guerra mondiale, nel 1916, la zona fu conquistata da forze provenienti dal Congo Belga, già Stato Libero del Congo.

Il trattato di Versailles divise l'Africa Orientale Tedesca: la parte orientale, più estesa conosciuta come Tanganica passò alla Gran Bretagna, mentre quella occidentale, comprendente il Ruanda, il Burundi, toccò al Belgio. Inizialmente questa parte fu chiamata "Territori belgi occupati dell'Africa orientale" e fu annessa al Congo belga. Nel 1922 quando la Società delle Nazioni emise un mandato formale diventarono "Territorio d'occupazione posto sotto
l'amministrazione del Belgio dalla Società delle nazioni", meglio conosciuto come Ruanda-Urundi.
Il 1º febbraio 1917 si installa a Kigoma un Commissario reale che divide amministrativamente il Ruanda-Urundi in quattro circoscrizioni: la residenza del Ruanda, la residenza del Burundi, il territorio d'Usui e il distretti dell'Ujiji. Successivamente l'Usui, l'Ujiji, il Gisaka (territorio rwandese) ed il Bugufi (territorio burundese) passeranno al Tanganica sotto amministrazione inglese, il Ruanda-Urundi diventerà la settima provincia del Congo Belga.
La presenza belga fu meno discreta di quella tedesca, specialmente in Ruanda. Secondo i termini del mandato, il Belgio avrebbe dovuto contribuire allo sviluppo dei territori per prepararli all'indipendenza. I belgi però spogliarono economicamente il territorio a proprio vantaggio. La coltivazione del caffè fu una delle attività economiche principali.
Come organizzazione amministrativa, i belgi utilizzarono la struttura indigena esistente. Fedeli alle teorie razziali dell'epoca, credevano che i tutsi fossero etnicamente superiori, ed affidarono loro grandi responsabilità amministrative ed economiche, dopo averli formati in scuole coloniali. Gli hutu invece, ritenuti più docili e succubi, furono lasciati ai margini, pur essendo la maggioranza della popolazione. La società indigena era più complessa, ma questa semplificazione e questa stratificazione della società su basi razziali provocò in seguito, col raggiungimento dell'indipendenza, gravi ripercussioni destabilizzanti e devastanti violenze che culminarono nel 1994 con un tragico genocidio.
Nello stesso tempo, l'evangelizzazione portata avanti dai Padri bianchi, oltre a sradicare le tradizioni religiose, distrusse anche la struttura sociale esistente.

## Il regime di tutela
Il 13 dicembre 1946, quando la Società delle Nazioni si sciolse, il Ruanda-Urundi divenne territorio sotto tutela dell'ONU affidato in amministrazione fiduciaria al Belgio per favorire il progresso politico, economico e sociale delle popolazioni e lo sviluppo delle loro istituzioni per favorire la loro evoluzione verso l'indipendenza.

## L'indipendenza

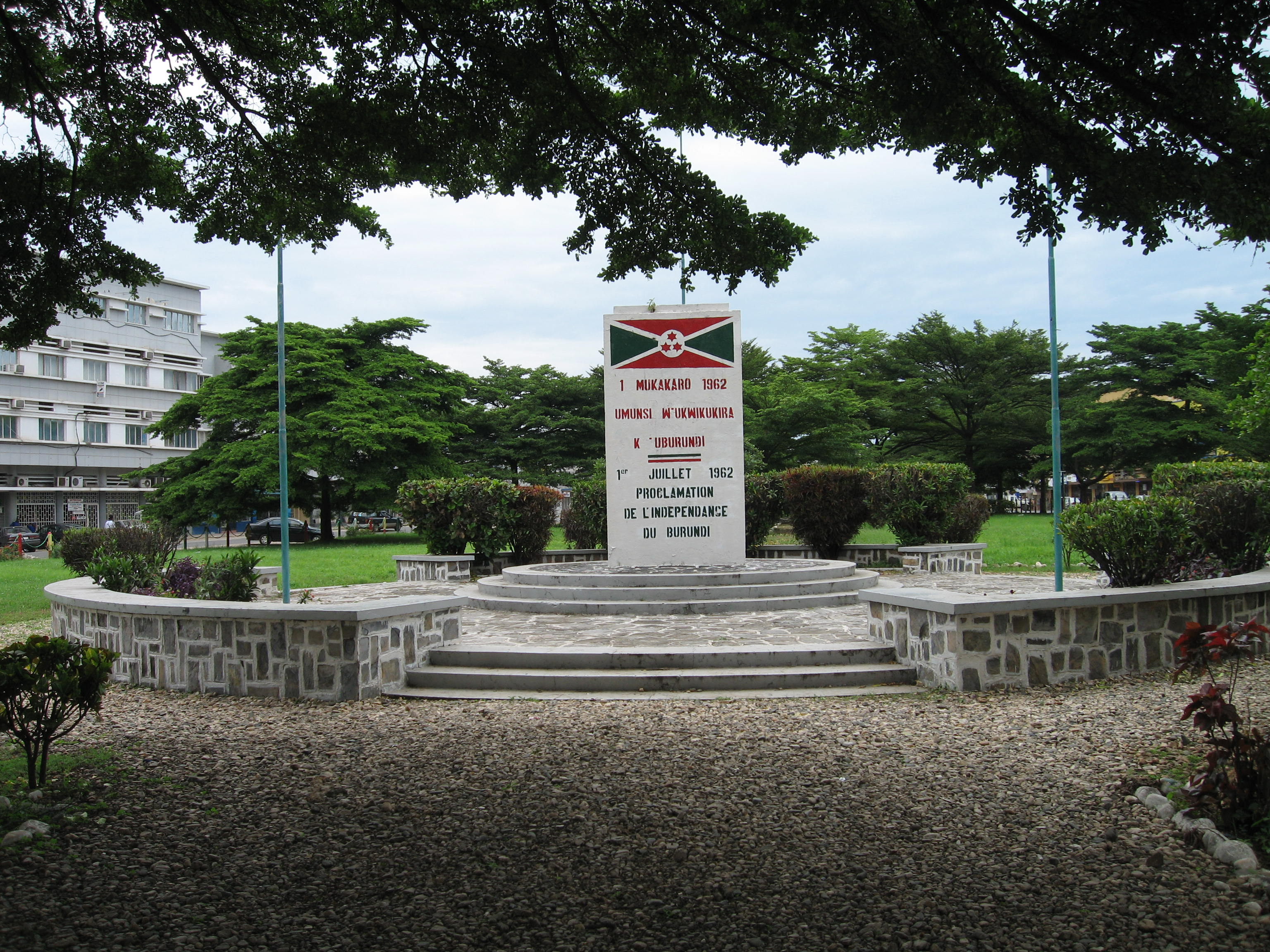
Monumento a Bujumbura che commemora l'indipendenza del Burundi

Negli anni 50 nacquero movimenti anticoloniali ed indipendentisti. Nel Congo belga nel 1960 Patrice Émery Lumumba otteneva l'indipendenza del Congo. Il 1º luglio 1962 anche il Ruanda-Urundi si divideva in due regni separati ed indipendenti: il Rwanda ed il Burundi.
La tensione sociale, dopo il ritiro dei Belgi, fu altissima. Fra il 24 e il 28 dicembre del 1963 in Ruanda avvenne ciò che Bertrand Russell indicò come "i massacri più atroci cui siamo venuti a conoscenza dai tempi dello sterminio degli Ebrei": migliaia (forse decine di migliaia) di Tutsi furono sterminati dagli Hutu.

## Amministratori reali

### Governatore militare del Territorio Belga dell'Africa Orientale
- Charles Henry Marie Ernest Tombeur (1916 - 22 novembre 1916)

### Commissari reali dell'Africa orientale
- Justin Prudent François Marie Malfeyt (Novembre 1916 - Maggio 1919)
- Alfred Frédéric Gérard Marzorati (Maggio 1919 - 20 ottobre 1924)
- Pierre Marie Joseph Ryckmans (in atto) (novembre 1921 - luglio 1922

### Commissari reali per il Ruanda-Urundi
- Alfred Frédéric Gérard Marzorati (24 ottobre 1924 - 28 agosto 1926)
- Pierre Marie Joseph Ryckmans (in atto) (15 novembre 1925 - 13 dicembre 1926)

### Governatori (anche vicegovernatori generali del Congo belga)
- Alfred Frédéric Gérard Marzorati (Agosto 1926 - Febbraio 1929)
- Louis Joseph Postiaux (Febbraio 1929 - Luglio 1930)
- Charles Henri Joseph Voisin (Luglio 1930 - Agosto 1932)
- Eugène Jacques Pierre Louis Jungers (Agosto 1932 - Luglio 1946)
- Maurice Simon (Luglio 1946 - Agosto 1949)
- Léon Antoine Marie Pétillon (Agosto 1949 - Gennaio 1952)
- Alfred Maria Josephus Ghislencus Claeys Bouuaert (Gennaio 1952 - Marzo 1955)
- Jean-Paul Harroy (1º marzo 1955 - 1960)

### Residente generale
- Jean-Paul Harroy (1960 - 11 gennaio 1962)